# Muziekpodium Stédsj
Muziekpodium Stédsj is gevestigd in Barneveld en een initiatief van Stichting Jongerensociëteit Barneveld, dat eerder aldaar De Komeet uitbaatte. Muziekpodium Stédsj is gekoppeld aan jongerencentrum Villa 29.

## De Komeet
Het oprichtingsbestuur van Stichting Jongerensociëteit Barneveld/ De Komeet bestond uit o.m. Jan van den Brink en Pim van Galen. In februari 1983 ging De Komeet van start met een optreden van Herman Brood & His Wild Romance, later in hetzelfde jaar gevolgd door optredens van o.m. Alex d’Electrique, Carlsberg, Ivy Green en The Visitor. De Komeet was gevestigd aan de Rozenstraat.

## Muziekpodium Stédsj
Stichting Jongerensociëteit Barneveld baat sinds 1992 jongerencentrum Villa 29 uit. Villa 29 wordt vooral ook door allochtone jongeren gefrequenteerd, hetgeen vaak tot spanningen leidt. Muziekpodium Stédsj is gekoppeld aan Villa 29, maar treedt afzonderlijk ervan naar buiten toe op. Beide zijn gevestigd aan de Nieuwe Markt.
In januari 2006 trad Slechtvalk op in Stédsj, in februari 2007 VanKatoen en in December 2007 Morphia.
Van 2009 tot medio 2016 was Jaap Meerdink programmeur van Stédsj.
In december 2014 traden, los van elkaar, de band John Coffey en singer-songwriter Rogier Pelgrim op in Stédsj, in oktober en december 2015 resp. de Amerikaanse celtic punkband Flatfoot 56 en singer-songwriter Stef Classens en in oktober 2016 de Griekse heavy metalband Diviner.